# 魏廷昱
魏廷昱（1954年4月24日－2014年10月28日），桃園市龍潭區客家人，魏廷朝之弟，黨外運動人士稱兄弟二人為「大魏」、「小魏」，頗受敬重。輔仁大學英語系畢業。曾任新潮流雜誌社總編輯、《中國時報》及中央通訊社編輯/總編輯職務、《客家風雲》雜誌創辦人之一，《觀察家雜誌》創辦人，客家電視台創台台長。